# Kevin Smith (giocatore di football americano 1970)
Kevin Ray Smith (Orange, 7 aprile 1970) è un ex giocatore di football americano statunitense che ha giocato nel ruolo di cornerback nella National Football League (NFL).

## Biografia
Dopo avere giocato a football al college alla Texas A&M University, Smith fu scelto come 17º assoluto nel Draft NFL 1992 dai Dallas Cowboys, diventando subito il cornerback sinistro titolare nella sua stagione da rookie e contribuendo alla prima vittoria della franchigia del Super Bowl dagli anni settanta, L'anno seguente guidò la squadra con sei intercetti, formando con Larry Brown la più giovane coppia di cornerback della NFL. Nel 1994 guidò a squadra con 17 passaggi deviati.
L'ascesa di Smith si interruppe nella prima gara della stagione 1995 quando si infortunò contro i New York Giants nel Monday Night Football. Per sostituirlo, i Cowboys ingaggiarono Deion Sanders. Tornò in campo l'anno successivo facendo coppia come titolare con Sanders, terminando con un primato personale di 18 passaggi deviati. Tra il 1993 e 1998, Smith guidò sempre i Cowboys in passaggi deviati tranne nell'anno dell'infortunio, vincendo tre Super Bowl nelle sue prime quattro stagioni. Si ritirò dopo essere stato tartassato dagli infortuni nelle stagioni 1999 e 2000.

## Palmarès

### Franchigia
- Super Bowl : 3

Dallas Cowboys: XXVII, XXVIII, XXX
- National Football Conference Championship: 3

Dallas Cowboys: 1992, 1993, 1995

### Individuale
- Second-team All-Pro: 1

1996

## Statistiche
| Intercetti | 20 |